# Mark Midler
Pour les articles homonymes, voir Midler.
Mark Petrovich Midler (en russe : Марк Петрович Мидлер) est un escrimeur soviétique né le 24 septembre 1931 à Moscou et mort le 31 mai 2012 dans la même ville.

## Carrière
Mark Midler devient membre de l'équipe soviétique d'escrime en 1951. Champion du monde de fleuret par équipes quatre années consécutives, de 1959 à 1962, il est sacré champion olympique par équipes en 1960 et en 1964, étant à chaque fois capitaine de l'équipe soviétique.